# Sony timer
El Sony timer (en japonés: ソニータイマー, en castellano, "temporizador Sony") es una leyenda urbana de origen japonés. No obstante el documental de Cosima Dannoritzer y Joan Úbeda titulado Comprar, tirar, comprar, que denuncia la obsolencia planificada, indica que podría ser una realidad.
Según esta teoría, rumor o leyenda, todos los productos de Sony llevarían un dispositivo interno llamado "Sony timer" que controla cuánto tiempo va a funcionar el aparato. Sony supuestamente programaría ese dispositivo para que estropee el aparato poco después de que termine la garantía o justo cuando sale una nueva línea de productos que van a sustituir a los viejos. Incluso hay quienes creen que el Sony Timer es activado desde la central de Sony vía radiofrecuencia. 
Aunque no se ha demostrado que Sony agregue artefactos que estropeen sus productos, es posible que la empresa use estrategias como la obsolencia planificada. Se ha sugerido que los productos de la empresa son fabricados de tal forma que solamente rinden el tiempo suficiente para que el fabricante saque una nueva línea del producto en cuestión.
A otras marcas como Epson ya se le prohibió en la Unión Europea la instalación de un chip que limitaría voluntariamente la vida de los cartuchos de sus impresoras.